# Бобринский, Алексей Григорьевич
Граф (с 12 ноября 1796) Алексе́й Григо́рьевич Бо́бринский (11 [22] апреля 1762 года, Летний дворец Елизаветы Петровны, Санкт-Петербург — 20 июня [2 июля] 1813 года, Богородицк, Тульская губерния, Российская империя) — внебрачный сын императрицы Екатерины II и Григория Григорьевича Орлова, владелец имений Бобрики и Богородицк, родоначальник графского рода Бобринских, генерал-майор.

## Детство и юношество
Немедленно по рождении младенец был отдан Екатериной II её гардеробмейстеру Василию Григорьевичу Шкурину, в семействе которого он и воспитывался до 1774 года наравне с сыновьями Шкурина. В 1770 году он вместе с сыновьями Шкурина был отправлен учиться за границу, в специально организованный для них пансион в Лейпциге:67. В 1774 году он был возвращён в Россию и по распоряжению императрицы в 1775 году был взят и передан И. И. Бецкому, причём Екатерина II решила присвоить ребёнку, носившему имя Алексей Григорьевич, фамилию Бобринский — по названию села Спасского, также известного как Бобрики, Епифанского уезда Тульской губернии (ныне входит в состав территории города Богородицка), купленного для его материального обеспечения ещё в 1763 году по приказу Екатерины II у Ладыженского.
Ребёнок, по словам Бецкого, был телосложения слабого, боязлив, робок, застенчив, нечувствителен ни к чему, но кроток и послушен. Познания его в 13-летнем возрасте ограничивались только французским и немецким языками, началами арифметики и очень малыми сведениями из географии.
В 1774 году помещён в Сухопутный кадетский корпус, где находился под особым наблюдением де Рибаса, который сопровождал ребёнка в пути из Лейпцига и который, надо полагать, специально для присмотра за Бобринским, был принят в корпус цензором:70, и продолжал бывать у Бецкого, расположением которого, видимо, пользовался.
В 1782 году Бобринский окончил курс обучения в корпусе, получив золотую медаль в качестве награды и чин гвардии поручика или капитана армии, в зависимости от прохождения воинской службы.

## Путешествие
С 24 марта 1782 года уволен по 1783 год в отпуск для путешествия по России и с 1783 по 1787 года за границей по Европе, по уставу кадетского корпуса того времени, вместе с другими наилучшими воспитанниками его выпуска. Бецкой написал инструкцию для путешествия и поручил сопровождать молодых людей полковнику Алексею Михайловичу Бушуеву, подробно сообщавшему Бецкому о путешествии, а также академику Озерецковскому, который совершил с ними всё путешествие по России.
Бобринский посетил Москву, Ярославль, Нижний Новгород, Екатеринбург, Билимбаевский завод, Уфу, Симбирск, Саратов, Астрахань, Пятигорье, Кизляр, Таганрог, Херсон, Киев и затем прибыл в Варшаву, откуда отправился в дальнейшее путешествие по Европе. Посетив Вену, Венецию, Флоренцию, Рим, Неаполь, Турин, Женеву, Бобринский прибыл со своими спутниками в Париж весной 1785 года.
Всё путешествие совершалось на деньги, получаемые из Санкт-Петербурга Бобринским, в размере трёх тысяч рублей в месяц, и составлявшие проценты с капитала, положенного на его имя в опекунский совет Екатериной II. В то время капиталом этим заведовал Бецкой, который исправно и переводил Бобринскому за границу через банки деньги, явившиеся скоро источником раздора и неудовольствия между Бобринским и его спутниками, а также и Бецким. Спутники нуждались в деньгах, постоянно просили их у Бобринского, который неохотно удовлетворял такие просьбы и нередко даже отклонял совершенно. Бушуев говорил по этому поводу:
Я убеждал его по крайней мере подумать о товарищах своих, что они не имеют денег… на сие он хотел назначить им сумму, но до сего времени не даёт… всех неприятностей нашего положения описать трудно.
Он писал об этом императрице, жалуясь на невысылку ему денег Бецким, который скоро приказал Бушуеву «незамедлительно возвратиться в Петербург со всеми спутниками». Бобринскому же было разрешено остаться, ежели он не пожелает возвратиться.
Бобринский в Россию не поехал, продолжал жить в Париже и получил по приказанию Екатерины 74 426 рублей, кроме ежемесячно получаемых им денег. Вместе с тем императрица писала известному Мельхиору Гримму о Бобринском, поручила молодого человека его заботливому попечительству, просила устроить денежные дела последнего в Париже и, в случае надобности, снабдить его даже деньгами до тысячи луидоров, но не более.
В конце 1787 года Бобринский из Парижа переехал в Лондон, но пробыл там недолго. Как вспоминал его товарищ Е. Ф. Комаровский, одна знакомая Бобринскому особа внезапно уехала в Париж, а за нею немедленно последовал и Бобринский. Тем временем российский посол в Лондоне, граф С. Р. Воронцов, получил приказание императрицы от 3 января 1788 года потребовать немедленного возвращения в Россию через Ригу. Граф П. В. Завадовский, на которого вместо И. И. Бецкого было возложено попечительство над Бобринским, писал тому же Воронцову, чтобы он приложил старание поскорее прислать Бобринского, но не давать почувствовать, что в Петербурге поведением его недовольны.
Гримм 5 февраля 1788 года сообщал Воронцову, что Бобринский, проведя в Париже всего три дня в большой тайне, отправился обратно в Лондон, обещаясь скоро вернуться и ехать с упомянутой особою в Италию. Несмотря на убеждения Воронцова скорее ехать в Россию, Бобринский медлил с отъездом. Только 27 апреля императрица сообщила Гримму о прибытии Бобринского в Ригу, откуда он и послан был на житьё в Ревель. Для устройства его дел и для объяснений с ним был отправлен в Ревель Завадовский. Во время пребывания за границей Бобринский последовательно был произведён из поручиков в секунд-ротмистры 1 января 1785 года и с 1 января 1788 года ротмистр конной гвардии.

## При Екатерине II
Екатерина, будучи недовольна поведением молодого человека, определила ему в назидательных целях местом пребывания город-крепость Ревель. На просьбы сына разрешить приехать в столицу императрица отвечала, что в случае исправного поведения Завадовский сообщит ему о том, когда настанет время покинуть Ревель.
Вскоре после этого Бобринский просил об увольнении его из ротмистров конной гвардии. Эта просьба была удовлетворена, и 18 июня 1790 года он был уволен с чином бригадира. Остальные годы царствования Екатерины II Бобринский провёл в Ревеле, несмотря на вторичную просьбу о разрешении приехать в Петербург. Завадовский, в качестве опекуна, заботился о приведении его дел в порядок и об уплате его долгов и высылал ему деньги на прожитие.
С разрешения матери Бобринский в 1794 году купил себе имение в Лифляндии, близ города Юрьева (Дерпта), замок Оберпален, а 16 января 1796 года вступил в брак с баронессой Унгерн-Штернберг, родители которой владели поместьем Кирна (Керну) близ Ревеля, где Бобринский часто посещал их и познакомился с будущей супругой. Вскоре после свадьбы Бобринский с женой приезжал в Петербург на весьма короткое время, являлся с супругой императрице, был ласково принят, но затем вновь вернулся в Оберпален, где и проживал до кончины Екатерины.

## При Павле I
11 ноября 1796 года генерал-прокурор граф Самойлов сообщил Бобринскому Высочайшее повеление нового императора приехать в Петербург, «и из оного выезжать может Бобринский свободно, когда ему заблагорассудится». Он не замедлил этим воспользоваться и явился Павлу I, а 12 ноября 1796 года, будучи бригадиром в отставке, был назначен 18 ноября 1796 года командиром четвёртого эскадрона лейб-гвардии конной гвардии и возведён в графское достоинство Российской империи вместе с недавно родившимся сыном Алексеем. Кроме того, Павел I пожаловал Бобринскому огромный дом князя Орлова, так называемый Штегельманский дом на наб. Мойки, д. 50. Позднее этот дом был выкуплен у Бобринского для Александровского сиротского института.
В день коронования императора, 5 апреля (16 апреля) 1797 года, Бобринский был произведён в генерал-майоры с оставлением в конной гвардии, а 30 июня ему пожаловано командорство в Гдовском уезде, состоявшем из 11 селений, присвоенном кавалеру ордена Святой Анны первой степени. 17 сентября того же года генерал-майору конной гвардии графу Бобринскому, командовавшему вторым батальоном оной, приказано было числиться по армии и носить общий кавалерийский мундир, а 24 декабря 1797 года он был принят в число почётных опекунов совета при Санкт-Петербургском воспитательном доме. Затем 2 сентября 1798 года он был уволен от военной службы, а 25 сентября сложил с себя звание почётного опекуна и удалился в Тульскую губернию, в Богородицк, где проживал большую часть года, продолжая навещать Оберпален и Петербург.
Занимался сельским хозяйством, минералогией и астрономией, причём над своим домом на Галерной улице устроил башенку, служившую обсерваторией.
Алексей Григорьевич Бобринский скончался в 1813 году от «паралича» в своём имении в Богородицке. Похоронен вместе с женой в семейном склепе в Бобриках (усыпальница, находящаяся в Тульской области, г. Донской, мкр. Центральный (ранее пос. Бобрик-Гора).

## Наследие
В 1920-е годы захоронение Бобринских было разгромлено, в 2003 году восстановлено. В 1991 году Храм Преображения Господня, в котором крестили Алексея Григорьевича, был восстановлен и в настоящее время является действующим православным храмом.

## Семья
Дети от брака с баронессой Анной Унгерн-Штернберг:
1. Мария Алексеевна (1798—1835), замужем за гофмейстером князем Николаем Сергеевичем Гагариным (1784—1842). По отзывам современницы была умна и образованна, умерла скоропостижно в тяжких страданиях[5]. В браке родилось 6 детей: 4 дочери и 2 сына.
2. Алексей Алексеевич (1800—1868), известный сельскохозяйственник и сахарозаводчик. Был женат на фрейлине Софье Александровне Самойловой (1797—1866). В браке родилось 3 сына: Александр, Владимир, Лев.
3. Павел Алексеевич (1801—1830), штабс-ротмистр, убит на дуэли во Флоренции. Был женат с 1822 года на Юлии Станиславовне Собакиной, урождённой Юноша-Белинской (1804—1892), в этом браке родились 2 сыновей — Алексей (1826—1894) и Павел (1829—1860) и 3 дочери.
4. Василий Алексеевич (1804—1874), служил в лейб-гвардии Гусарском полку, был женат трижды, дети только во втором браке: Алексей и дочь.

Внебрачный сын:
Райко, Николай Алексеевич (1794—1854), российский офицер и филэллин, участник Освободительной войны Греции 1821—1829 годов, подполковник греческой армии, шелковод.
- Дети
- Мария Алексеевна, 
дочь
- Алексей Алексеевич, 
 сын
- Софья Александровна, 
 невестка
- Павел Алексеевич, 
 сын
- Василий Алексеевич, 
 сын